# Steven Barends
Steven Barends was het schrijverspseudoniem van Samuel Barends (Delfzijl, 9 september 1915 – Keulen, 23 mei 2008). Voor en tijdens de Tweede Wereldoorlog was hij een Nederlandse nationaalsocialistische schrijver en vertaler. Ook na de oorlog verschenen nog werken van zijn hand. Voor en gedurende de Tweede Wereldoorlog publiceerde hij proza en poëzie, maar het bekendst werd hij als de vertaler van Hitlers Mein Kampf.

## Fascist bij 'Zwart Front'
Al vroeg was hij onder de indruk geraakt van het fascisme. Voor een korte periode werd hij lid van Jan Baars' Algemeene Nederlandsche Fascisten Bond (ANFB). Daarna, in 1934, ging Barends over naar Zwart Front van Arnold Meijer. Hij schreef artikelen en verzen onder het pseudoniem Dum-Dum in het weekblad van Arnold Meijers beweging, Zwart Front! geheten. In 1935 bundelde hij deze verzen onder de titel Jeugd in opstand. De gedichten verschenen bij uitgeverij Oisterwijk. Het waren politieke gedichten in de trant van:
Wat is Zwart Front?
Een vurig hart!
Dat lachend elke vijand tart!
Een kleine troep vervuld van haat!
DE REVOLUTIE MET DE DAAD!
Of:
Kameraden, uit de donkerte van je woede,
draag de zwarte hemden in de straten.
Zing het lied van den opstand, dat ze het horen.
Voor een gedisciplineerde politieke partij zoals journalist Arnold Meijer zijn Zwart Front graag zag, bleek Barends een ongeleid projectiel. Zijn eigenzinnigheid bracht hem spoedig in conflict met Meijer, die hem wegens onbehoorlijk gedrag royeerde.
Gegrepen door het fascistisch ideaal bezocht hij de 'Black Shirts' in Engeland en in 1937 vertrok hij naar Italië en Frankrijk. Daar belandde hij aan de Spaanse grens met de bedoeling om zich bij de troepen van Franco te voegen. Maar verder dan de grens kwam hij niet. Dat weerhield hem er niet van een zestal gedichten over de Spaanse strijd te publiceren in Viva la muerte!, een titel die verwees naar de onverschrokken strijdkreet van het Spaanse Vreemdelingenlegioen. De bundel Viva la muerte! verscheen in 1938 bij De Amsterdamsche Keurkamer.

## Dichter en prozaïst
Steven Barends, die eigenlijk Samuel heette maar zijn voornaam "te Joodsch" vond klinken, kreeg vooral enige bekendheid vanwege zijn strijdverzen die hij bij de nationaalsocialistische Amsterdamsche Keurkamer publiceerde. In 1936 kwam hij in contact met George Kettmann en diens uitgeverij De Amsterdamsche Keurkamer. Zo publiceerde hij, samen met enige geestverwanten, in de bloemlezing Ochtend-appèl, die in 1938 werd uitgegeven door De Amsterdamsche Keurkamer. Voor deze uitgeverij schreef hij bovendien de novelle Bruine rebellen in Oostenrijk (1938), handelend over de 'Anschluss'. Kettmann vond Barends een wildeman, die nu en dan weleens naar mij wilde luisteren, half student, half zwerver, die er maar op los leefde en toch uit die eigenzinnigheid-van-Groninger een man was voor een ferme handdruk.

## Vertaler vanMein Kampf
Daarnaast vestigde hij zijn reputatie als vertaler van Hitlers Mein Kampf. Kettmann vroeg Barends of hij Hitlers Mein Kampf wilde vertalen. Voor de 23-jarige Barends, met niet meer dan een HBS-diploma op zak, was dat aanbod niet alleen eervol, ook het geld kon hij zeer goed gebruiken. Binnen vijf maanden hield Kettmann een 850 pagina's tellende vertaling van Hitlers geloofsbelijdenis in handen. Barends was met de vertaling begonnen op basis van een gentlemen's agreement met uitgever George Kettmann. Dat hij een honorarium zou krijgen als de uitgave eenmaal werd verkocht stond vast. Beide vrienden vonden het niet nodig om met een schriftelijke bevestiging de overeenkomst vast te leggen. Kettmann: Dat wij met deze uitgave — ook bij den boekhandel — vijanden zouden maken, was te voorzien; daarom op zich zelf al was het moeilijk vooruit te zeggen hoeveel geld wij voor de vertaling zouden kunnen uitkeeren. Barends kwam hier later op terug. Hij wilde alsnog een contract. In mei 1939 had hij namelijk de antiquaarsdochter Truus Pfann leren kennen en met haar wilde hij trouwen. Om dat te kunnen doen moest hij zijn schoonvader, van wie hij het antiquariaat 'In dat Boec van Merlijn' aan de Amsterdamse Grimburgwal zou overnemen, ervan overtuigen dat hij in staat was de kost te verdienen. Daarvoor had hij een contract nodig. Bovendien wilde hij van zijn eigen vader, met wie hij sinds zijn lidmaatschap van Zwart Front in onmin leefde, geld lenen om de boekhandel van Pfann over te nemen. Met een vertaalcontract op zak kon hij tegenover zijn vader bewijzen dat hij geen nietsnut was en dat hij wel degelijk in de toekomst de kost zou kunnen verdienen. Kettmann wees Barends erop dat het ongebruikelijk was een tantièmeregeling met vertalers te treffen. Maar Barends schoof die bezwaren terzijde, met de mededeling dat het contract slechts voor intern gebruik was. Uiteindelijk stemde Kettmann toe. Uitgever en vertaler kwamen overeen dat Barends voor de eerste druk f 0,135 (omgerekend naar de waarde in 2005 is dit: € 1,05) per verkocht exemplaar zou ontvangen en voor verdere drukken f 0,315 (2005: € 2,44). Het contract had voor Barends de beoogde uitwerking. In oktober 1939 trad hij in het huwelijk met Truus Pfann. Maar tot verbazing van zijn uitgever verklaarde hij korte tijd later het 'interne' contract rechtsgeldig. Kettmann voelde niets voor een levenslange betalingsregeling en wilde met een eenmalig bedrag de vertaalrechten afkopen. Er volgde een lange periode van financieel touwtrekken, die uiteindelijk in november 1943 door het Reichskommissariat Niederlande wordt beslecht. Kettmann moest het voor een vertaler in die dagen enorme bedrag van f 3.600 (2005: € 19.800) betalen. In een brief aan De Amsterdamsche Keurkamer schreef Barends: Hiermee is dan verder de aangelegenheid der vertaling van Mein Kampf definitief afgehandeld, wat mijn zijde ervan betreft. Na betaling van dit bedrag heb ik geen verdere aanspraken meer. Daarmee kwam aan een langslepende kwestie een einde.

## Tweede Wereldoorlog

### Literaire activiteiten
Na de Duitse inval in mei 1940 meldde Barends zich aan bij de NSB, deed veel vertaalwerk, onder andere Goebbels' Jaren zonder weerga (1943) en Het bronzen hart (1944), alsmede Johanna Haarers Hitler-biografie voor de jeugd, Moeder, vertel eens wat van Adolf Hitler! (1942). In datzelfde jaar verscheen de vertaling van Hugo Hertwigs Het liefdeleven van den mensch, vertaald door H.P. Borgers — een pseudoniem waar Steven Barends achter schuilging. Hij vertaalde het werk onder pseudoniem omdat hij liever niet had dat bekend werd dat hij zijn naam verbond aan een boek dat rijkelijk voorzien was van naaktfoto's.

### Uit de NSB gezet
In de zomer van 1942 raakte hij betrokken in een bizarre polemiek tussen het antisemitische weekblad Misthoorn-affaire en De Zwarte Soldaat, waarbij de Mein Kampf-vertaler het opnam tegen het WA-blad. De Duitse autoriteiten gruwden van dergelijke publieke blijken van politieke onenigheid en ze verboden De Misthoorn. Dat kostte de kersverse hoofdredacteur Kettmann de kop. In zijn val sleepte hij Barends mee, die ogenblikkelijk van de NSB-leiding zijn congé kreeg vanwege 'anti-nationaalsocialistische agitatie'. Politiek onderdak kon hij nu alleen nog maar krijgen bij de SS. Groot was deze stap voor hem niet, hij had ooit in een levensbeschrijving toegegeven 'nationaalsocialist te zijn zolang hij denken kon', en met nieuw elan klopte hij aan bij de Germaansche SS in Nederland. De aldaar gepropageerde daadkracht wees maar één kant uit, namelijk naar de Waffen-SS. Zo maakte ook Barends in april 1944 de gang naar de SS-keuringsarts, die in deze fase van de oorlog genoegen nam met het karige postuur van de nazi-poëet. Barends' soldatenlot voerde hem naar de Standarte Kurt Eggers, die hem uiteindelijk een plaats bezorgde in de Kriegsberichterzug van de 16e SS-Panzergrenadierdivision 'Reichsführer-SS'. Deze eenheid leverde eind 1944, begin 1945 slag tegen de oprukkende geallieerden in de Italiaanse Apennijnen.

### Oorlogsverslaggever
Twee van Barends' berichten kwamen in de Nederlandse pers. Het eerste verscheen in Storm (het weekblad van de SS) van 2 februari 1945 en behandelde de moeilijkheden voor de legertros bij de ravitaillering aan de troepen in het bergachtige gebied: Vertikt een vrachtauto het, dan moeten er ezels voor. Dikwijls breekt een ezel zijn been, en aldoor zakken de laarzen in de modder, die iedere stap zuigend belemmert. Het voedsel echter komt naar voren. Of het geregend heeft, of dat het nòg regent, of de vijand den ravitaileeringsweg met storingsvuur bestrooit of nieuwe maan den weg onzichtbaar maakt, of het stormt of sneeuwt: het eten gaat naar voren! De tienduizend knieheffingen worden altijd volbracht.
Een tweede stuk van Barends volgde ruim anderhalve maand later en bevatte meer actie. In 'SS op bezoek' deed hij verslag van een nachtelijke patrouille, eropuit gestuurd om geschut en tanks uit te schakelen. De groep bereikte een huis waarnaast tanks en een vrachtauto met tankmunitie geparkeerd staan:

Ineens komen de Canadeezen aangehold. Ze gaan naar hun tanks, keeren terug en spieden om zich heen. Onraad ruiken ze en onraad is er ook inderdaad in groote hoeveelheid aanwezig. Het signaal komt nog steeds niet. Want in koortsachtige haast zoeken onze mannen naar de telefoonleiding. Eindelijk wordt die ontdekt en doorgeknipt. Dan komt het signaal: een machinepistool begint te rikketikken. Nu gaat alles heel snel. De pantservuisten worden afgeschoten, de geweergranaten worden in het huis gejaagd. Alles brandt met loeiende vlammen; alles kraakt en knapt. Geel en rood is alles om ons heen. De granaten op de vrachtauto ontploffen, de eene na de andere. In het huis beweegt zich niets meer. Canada moet weer nieuwe mannen ter vervanging sturen, want die hier bij elkaar zaten, zien de vruchtbare vlakten van hun land niet terug. Ze zijn gesneuveld. Waarvoor? Of hun moeder en vrouwen het weten, staat te betwijfelen. Maar de joden van Wall Street wrijven hun handen van genoegen: voor hen gaan de zaken goed. En waarom zou dan een moeder moeten weten, waarvoor haar zoon gedood werd? De patrouille sluipt terug. Morgen ervaren de heeren Amerikanen wel, dat de SS weer bij hen op bezoek is geweest.
Barends' stuk viel in de smaak bij de nationaalsocialistische pers in Nederland. Op 21 maart 1945 nam Front en Heem het op, twee dagen later Storm en een maand later konden de lezers van De Zwarte Soldaat er kennis van nemen. Zijn artikelen belandden ook in de Duitse bladen. Zo beschreef hij voor de Italien-Beobachter, een orgaan van de Ausland-Organisation (AO) van de NSDAP, wat het betekende voor een SS-luchtafweerbatterij om in een nacht in bergachtig gebied de geschutsstukken acht kilometer verder te verplaatsen.

### Dichter in oorlogstijd
Barends' werk als oorlogscorrespondent zorgde geenszins voor een verstopping van zijn dichtader. Bij De Amsterdamsche Keurkamer publiceerde hij in 1944 nog twee poëziebundels in de reeks 'Voorteekens', Bitter brood en Hart, mijn hart. In de laatstgenoemde bundel nam Barends uitsluitend lyrische liefdespoëzie op, die kwalitatief zeer verschilde van hetgeen hij daarvoor publiceerde. Een voorbeeld:
Spiegelsonnet
Ik ben een spiegel, waarin gij uzelf beziet,
en geef het beeld u weer, dat gij mij gaaft te dragen,
kan van Uw buigend schoon slechts buigende gewagen,
een spiegel ben ik, vrouwe, anders niet.
Gij spiegelt mij, maar blijft mij spiegelend vermeeren,
ik vind mijzelf in tweevoud in uw blik,
gij beeldt mij streng tot grooter ik dan ik,
zoo kan ik nooit in U tot eigen maten keeren.
Want steeds is iedre droom en iedre daad
tweemaal in U voltooid en tweemaal groot gerezen,
steeds meerder dan ik was — o ongewild verraad,
en steeds móet, vrouwe, ik in Uwe oogen lezen,
dat mij geen wanhoop en geen vreugde baat,
dan die zich spieglen in Uw wondre wezen.
In Bitter brood nam hij het gedicht 'Nieuw lied voor de SS' op, waarvan de regels van de tweede strofe luiden:
Ik weet er komen dagen,
Te zwaar haast om te dragen,
Maar wat ook vlucht' of wijk',
Ik heb mijn woord gegeven,
te sterven en te leven,
Voor Adolf Hitler's Rijk.

## Na de oorlog
In dit vers, alsook in verscheidene andere, bezwoer Barends zijn Führer andermaal de gifbeker tot de bodem te zullen ledigen als het moest. In werkelijkheid zocht hij na de oorlog in Duitsland onder een valse naam een goed heenkomen. De Eereraad voor de Letterkunde sloot hem voor het leven uit van vertaalwerk en legde hem een publicatieverbod op van tien jaar. Literair bleef hij kennelijk actief, want in 1953 en 1954 nam het Vlaamse literaire tijdschrift De Tafelronde twee bijdragen van Steven Barends op. Voorzichtig benaderde hij in april 1956 de Nederlandse justitie met de voor hem klemmende vraag of hij nog steeds werd gezocht. Dat bleek het geval. Barends besloot zijn leven verder in Duitsland te slijten.
Barends ging werken bij Bayer in Keulen, waar hij zich de rest van zijn arbeidsjaren bezighield met het vertalen van bijsluiters voor geneesmiddelen en waar hij tot het einde van zijn leven bleef wonen, naar verluidt nog immer wrok koesterend. Op 12 september 2007 werd hem op 92-jarige leeftijd gevraagd naar zijn mening over de ophef die in Nederland was ontstaan over de uitspraak van Ronald Plasterk, minister van Onderwijs, Cultuur en Wetenschappen, die vrijgave van Mein Kampf bepleitte. In Trouw zei Barends, dat hij het vreemd vond dat het boek nog altijd omstreden was, omdat men - volgens Barends - toch ook boeken van Jozef Stalin en Mao Zedong mag lezen onder de huidige wetgeving. Barends overleed op 23 mei 2008 in Keulen en werd begraven in Arnhem.